# آرثر جاي إنجلاند جونيور
آرثر جاي إنجلاند جونيور (بالإنجليزية: Arthur J. England, Jr.)‏ هو قاضي ومحامي أمريكي، ولد في 23 ديسمبر 1932، وتوفي في 1 أغسطس 2013 بسبب تليف رئوي.